# マリア・イサベル・デ・ブラガンサ
マリア・イサベル・デ・ブラガンサ・イ・ボルボン（María Isabel de Braganza y Borbón, 1797年5月19日 - 1818年12月26日）は、スペイン王フェルナンド7世の2度目の王妃。

## 生涯
ポルトガル王ジョアン6世と王妃カルロッタ・ジョアキナの次女（第3子）として、クエルズ宮殿で生まれた。弟にブラジル皇帝ペドロ1世、ポルトガル廃王ミゲル1世がある。
1816年に、母方の叔父であるフェルナンドの後添えとなり、1817年8月に王女マリア・ルイサ・イサベルが生まれたが、4月後の1818年に夭折した。
マリア・イサベルは1818年に再び懐妊したが、難産となった。分娩中に胎児が動かず、内科医は体内で死亡したと考えた。マリア・イサベルの呼吸がその後停止したため、医師たちは王妃が亡くなったと勘違いしてしまった。開腹手術で死んだ胎児を取り出そうとすると、彼女は突然激痛で叫び、大量出血してベッドに倒れ込んだ。
王は後継者を得られないまま王妃を亡くし、エル・エスコリアル修道院に葬った。
プラド美術館に、マリア・イサベルの彫像が所蔵されている。

## ギャラリー

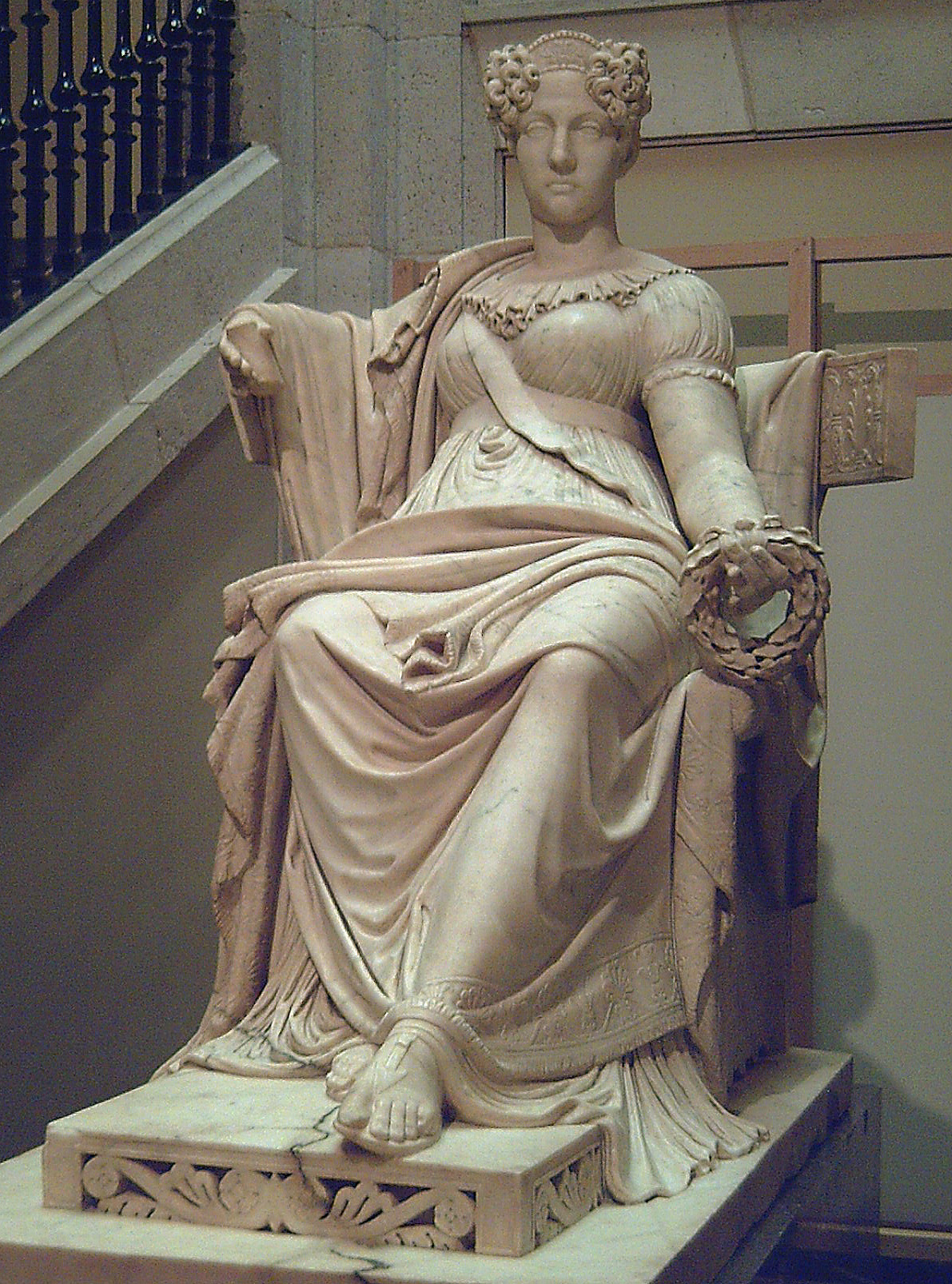
プラド美術館の彫像、José Álvarez Cubero作
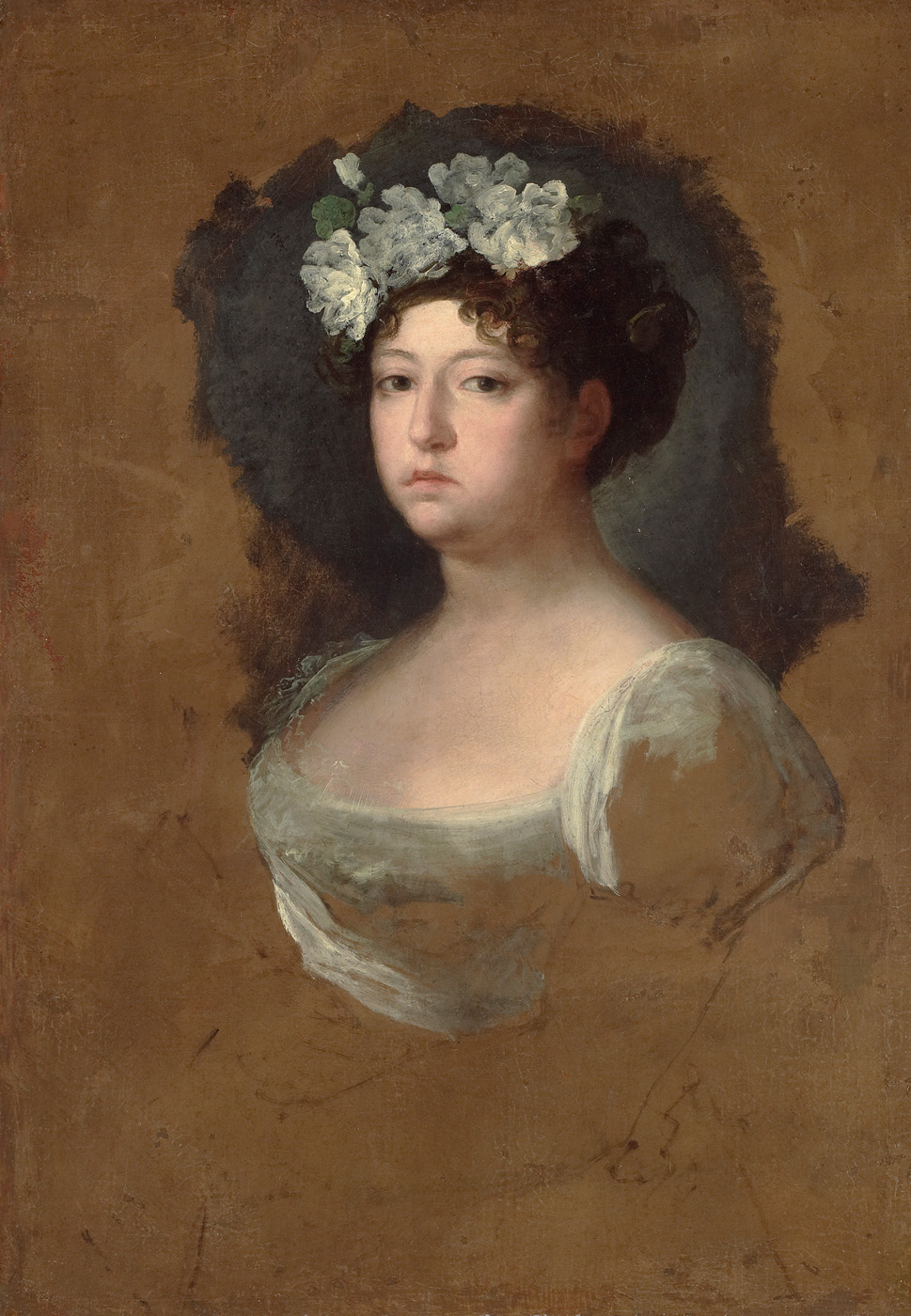
フランシスコ・デ・ゴヤによる肖像画
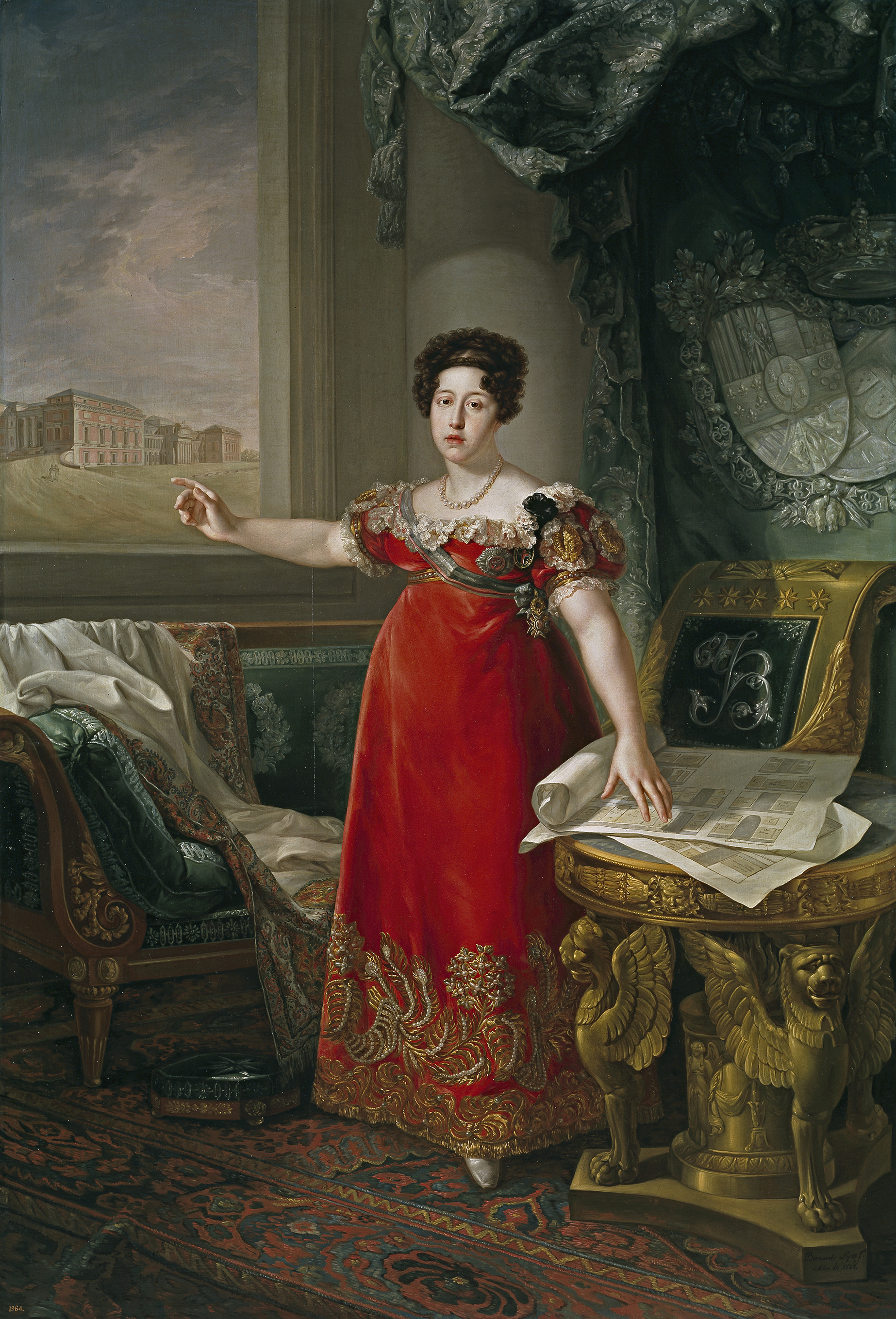
ベルナルド・ロペス・ピケールによる肖像画